# خانه تقی بازاردوز
خانه تقی بازاری دوز مربوط به دوره قاجار است و در اصفهان ـ خیابان چهارباغ، کوچه صراف‌ها واقع شده و این اثر در تاریخ ۱۸ آذر ۱۳۵۴ با شمارهٔ ثبت ۱۱۴۰ به‌عنوان یکی از آثار ملی ایران به ثبت رسیده‌است.